# Arianna Dagnino
Arianna Dagnino (Genova, 31 luglio 1963) è una scrittrice, giornalista e studiosa italiana naturalizzata canadese e australiana, autrice del romanzo transculturale The Afrikaner (Guernica Editions, Toronto, 2019), un'odissea ambientata a cavallo tra Sudafrica (Johannesburg, il Karoo, la regione del Capo di Buona Speranza), Namibia (il Deserto del Kalahari) e l'Isola di Zanzibar, e della creative nonfiction Il Quintetto d'Istanbul (Ensemble, Roma, 2021), racconto letterario a cinque voci di come si vive tra scrittura e transcultura...
Con i suoi saggi e articoli ha contribuito allo sviluppo della cultura digitale in ambito italiano analizzando i fenomeni di cambiamento indotti dalla globalizzazione e dall'introduzione delle nuove tecnologie di comunicazione elettronica. Ha conseguito un PhD in Letteratura Comparata e Sociologia (nell'ambito della World Literature e della Scrittura Creative) presso la University of South Australia e una Laurea magistrale in Lingue e Letterature Straniere Moderne presso l'Università degli Studi di Genova. Attualmente è professore a contratto di Italian Studies presso la University of British Columbia a Vancouver.
Richiamandosi alla concettualizzazione dell'erranza postmoderna promossa da Michel Maffesoli e ai relativi fenomeni di fluidità dei confini e delle appartenenze sociali, nel suo libro I Nuovi Nomadi (1996) Dagnino ha contribuito alla definizione del concetto di neonomadismo (o "global nomadism"), indicando con ciò il nuovo approccio esistenziale e il nuovo stile di vita deterritorializzato e itinerante della nascente classe internazionale dei “lavoratori della conoscenza” (“knowledge workers”).
I Nuovi Nomadi è stato introdotto come testo di riferimento presso diverse università, tra cui la Sapienza di Roma e la Statale di Milano.
Partendo dall'iniziale teorizzazione sul neonomadismo e attraverso una serie di studi e di esperienze transnazionali, Arianna Dagnino è più recentemente arrivata a focalizzare le sue attività di ricerca e di scrittura sugli approcci teorici della transcultura (o transculture), del transculturalismo e della transculturalità (Mikhail Epstein, Wolfgang Welsch) applicati all'ambito socio-letterario e alle pratiche creative e performative. Più specificatamente, il rapporto tra scrittura creativa, transculturalità/transculturality e "romanzo transculturale" è l'ambito di ricerca da lei affrontato durante il suo dottorato di ricerca presso la University of South Australia (UniSA) di Adelaide. Dagnino ha successivamente condotto un postdottorato di ricerca (grazie a una borsa di studio SSHRC) sull'autotraduzione e gli scrittori bilingui presso la University of Ottawa.

In un paper del 2012 discusso presso la Flinders University, ha teorizzato che tendenze e pratiche transnazionali, transculturali e neonomadiche, associate a modelli di cittadinanza flessibile, hanno creato una generazione di autori promotori di un genere letterario espressione di una sensibilità diffusa propria di una società globale sempre più interconnessa. Quelli che vengono definiti "autori transuculturali" sono tipicamente attraversatori di frontiere fisiche, culturali e linguistiche che, per scelta o per circostanze di vita, hanno saputo trasformare un vincolo in un'opportunità, svestendosi della sindrome del migrante per indossare i panni di un artista in grado di offrire visioni letterarie che trascendono i confini della cultura nazionale.

## Opere

### Libri e capitoli di libri
- Arianna Dagnino, Il Quintetto d'Istanbul Ensemble Edizioni, Roma, 2021.
- Arianna Dagnino, The Afrikaner Archiviato il 14 giugno 2021 in Internet Archive., Guernica Editions, Toronto, 2019.
- "Transcultural Writers and Novels in the Age of Global Mobility". West Lafayette, IN: Purdue University Press, 2015.
- Dagnino, Arianna. 2015. “Transculturalism and transcultural literature in the 21st century.” In ''Transcultural Dimension of Slavic Studies and Comparative Literature''. Ed. Slobodanka Vladiv-Glover, Milena Ilisevic and Igor Perisic. Institute of Literature and Arts, University of Belgrade, Belgrade, 18 pages.
- Arianna Dagnino, 'Transpatriation Processes and Early Twenty-first century Transcultural Novels in the Global Age' In "Border Crossings." Proceedings of the Border Crossings Conference, Flinders University, 10–12 December 2012, Penneshaw, Kangaroo Island, Australia. Edited by Diana Glenn and Graham Tulloch. Adelaide: Flinders University Press.
- Arianna Dagnino, I Nuovi Nomadi. Pionieri della mutazione, culture evolutive, nuove professioni, Roma, Castelvecchi, 1996. ISBN 88-86232-82-9
- Arianna Dagnino, "L'Africa che scotta”, in Bernardo Parcella, Gens Electrica, Milano, Apogeo/Feltrinelli, 2000. ISBN 88-425-2692-4
- Arianna Dagnino, Uoma. La fine dei sessi, Milano, Mursia, 2002. ISBN 88-425-2692-4
- Arianna Dagnino, “E.biscom. Cominciare dai soldi”, in Luca De Biase, Bidone.Com, Roma, Fazi Editore, 2004. ISBN 88-8112-209-X
- Arianna Dagnino, “I nuovi consumatori - i ‘conspiratori’”, in Luca De Biase, Bidone.Com, Roma, Fazi Editore, 2004. ISBN 88-8112-209-X
- Stefano Gulmanelli e Arianna Dagnino, Popwar. Il Netattivismo contro l'ordine costituito, Milano, Apogeo/Feltrinelli, 2005. ISBN 88-503-2155-4
- Arianna Dagnino, “Nomadi foste e Nomadi tornerete a essere”, in Report of Valladolid 2005. The Right to Mobility, School of Architecture of Valladolid, Spain, Vol. 1/2005. ISBN 84-689-5471-3

### Articoli accademici
- Dagnino, Arianna. 2014. “Mikhail Epstein, The Transformative Humanities: A Manifesto. New York: Bloomsbury, 2012.” A review. Rhizomes: Cultural Studies in Emerging Knowledge. Vol. 27.
- Arianna Dagnino, 'Global Mobility, Transcultural Literature, and Multiple Modes of Modernity.' Transcultural Studies, 2 (December): 45–73, 2013. Link: http://archiv.ub.uni-heidelberg.de/ojs/index.php/transcultural/article/view/9940
- Arianna Dagnino, ‘Transcultural Literature and Contemporary World Literature(s)', CLCWeb: Comparative Literature and Culture, Special Issue World Literatures from the Nineteenth to the Twenty-first Century, 2013, Vol. 15, No. 5. Link: https://dx.doi.org/10.7771/1481-4374.2339
- Arianna Dagnino, 'Transcultural Writers, World Literature and Multicultural Australia in the Global Age.' "Transpostcross." Thematic Issue, ‘World Literature, Translation and New Media,' 1 (December). Link: http://www.transpostcross.it/index.php?option=com_content&view=article&id=96:transcultural-writers&catid=8:interventi&Itemid=11
- Arianna Dagnino, 'Transcultural Writers and Transcultural Literature in the Age of Global Modernity', Transnational Literature Journal, Vol. 4, No. 2, May 2012, pp. 1–14. Link: http://dspace.flinders.edu.au/jspui/handle/2328/25881[collegamento interrotto]
- Arianna Dagnino, 'Comparative literary studies in the twenty-first century: towards a transcultural perspective?', Proceedings of the Cultural Studies Association of Australasia (CSAA) Conference, Cultural ReOrientations and Comparative Colonialities, Adelaide, 22–24 November 2011. Link: http://www.unisa.edu.au/Documents/EASS/MnM/csaa-proceedings/Dagnino.pdf
- Arianna Dagnino, 'Transculturalism and Transcultural Literature in the 21st Century', "Transcultural Studies: A Series in Interdisciplinary Research", Vol. 8, December 2012. Link: https://web.archive.org/web/20140311060043/http://www.transculturalstudies.com/issue/view/42

### Romanzi e creative nonfiction
- Arianna Dagnino, Il Quintetto d'Istanbul Ensemble Edizioni, Roma, 2021.
- Arianna Dagnino, The Afrikaner Archiviato il 14 giugno 2021 in Internet Archive., Guernica Editions, Toronto, 2019.
- Arianna Dagnino, Jesus Christ Cyberstar. Il paradiso non può più attendere, Milano, Edra, 2004. ISBN 88-86457-55-3
- Arianna Dagnino, Heaven Can Wait No Longer, Milano, Ipoc Press, 2009. ISBN 88-95145-42-9
- Arianna Dagnino, Fossili, Roma, Fazi Editore, 2010. ISBN 978-88-6411-131-5

## Conferenze, workshop e seminari

### Peer-reviewed
- Dagnino, A. 2015. "Transcultural Nomads, Urban Caravanserais and Neighbourhood Commons (Nomadi transculturali, caravanserragli urbani e spazi pubblici di quartiere). Interiors World Forum 2015 – Nomadic Interiors. Living and Inhabiting in an Age of Migrations. Politecnico di Milano, Milano, May 21-22, http://www.interiorsforumworld.net/home/ifw2015/ Archiviato il 25 maggio 2015 in Internet Archive..
- Dagnino, A. 2014. "Manifesto for a Transcultural Humanism," Beyond Crisis: Visions for the New Humanities. Inaugural Conference of the Centre for Humanities Innovation, July 7-8, Durham University.
- Dagnino, A. 2014. "21st Century Transcultural Novels and Intercultural Reading Habits." 10th Annual Symposium: “Intercultural Research: Looking Back, Looking Forward.” Centre for Intercultural Language Studies (CILS), University of British Columbia, Vancouver, May 9.
- Dagnino, A. 2014. 'Manifesto for a Transcultural Humanism', Call for Manifestos, Centre for Humanities Innovation (CHI), Durham University, UK, May, https://web.archive.org/web/20140529221823/https://www.dur.ac.uk/chi/tasks/8/
- Dagnino, A. 2012. ‘Writing Across Cultural Borders: Transcultural Authors and Transcultural Novels in the Early 21st Century Literature of Global Mobility.' Border Crossings Conference, Flinders University, 10-12 December, Penneshaw, Kangaroo Island, Australia. http://www.flinders.edu.au/ehl/firth/firth-conferences/border-crossings-2012/border-crossings-2012_home.cfm Archiviato il 2 aprile 2015 in Internet Archive.
- Dagnino, A. 2012. ‘Neonomadism and the Transcultural Turn in the Literature of Mobility.’ Digital Crossroads Conference, University of Utrecht, Utrecht, 28-30 June.  http://www.digitalcrossroads.nl
- Dagnino, A. 2011. ‘Comparative Literary Studies in the Twenty-First Century: Towards a Transcultural Perspective?' CSAA 2011 Annual Conference: ‘Cultural ReOrientations and Comparative Colonialities’,  Adelaide, University of South Australia, 22-24 November. https://web.archive.org/web/20160304065400/http://w3.unisa.edu.au/muslim-understanding/csaa2011/
- Dagnino, A. 2011. ‘The Mutant Home in Neonomadic Times.’ A Contribution to the architecture workshop ‘Home Mutant Home’ held by architect Oliviero Godi at the Politecnico of Milan, Italy. 1-7 August.

### Non peer-reviewed
- Dagnino, A. 2014. "Global tango, transculturality and social agency", Hispanic Seminar, Department of French, Hispanic and Italian Studies, University of British Columbia, Vancouver, Canada, 2 April 2014 http://las.arts.ubc.ca/2014/arianna-dagnino-global-tango/
- Dagnino A. 2013. ‘Translingualism and Polyglossia in Transcultural Novels.’ Adelaide University Linguistics Research Colloquium Series, University of Adelaide, Adelaide, Australia, 11 April. Link: https://web.archive.org/web/20130519012530/https://hss.adelaide.edu.au/linguistics/seminars/2013_Ling_Sem_S1.pdf
- Dagnino A. 2013. ‘Transcultural Creative Non-Fiction in the 21st Century.’ CIL (Communication, International Studies and Languages) Seminar, 31st May, University of South Australia, Adelaide, Australia.
- Dagnino A. 2012. ‘What Are Transcultural Novels?” CIL Seminar, 23 November, University of South Australia, Adelaide, Australia.
- Dagnino A. 2012. ‘The Neonomadic Condition and the Transcultural Turn in the Literature of Mobility.’ CIL Seminar, 8 June, University of South Australia, Adelaide, Australia.
- Dagnino, A. 2011. ‘The Neo-nomadic Turn in the Age of Mobility: From Migrant/Postcolonial Literature to Transcultural Literature.' RCLC (Research Centre for Languages and Cultures) Seminar, 12 November, University of South Australia, Adelaide, Australia.